# Ostasiatischer Riesenysop
Der Ostasiatische Riesenysop (Agastache rugosa), auch Koreaminze genannt, ist eine Pflanzenart aus der Gattung Duftnesseln innerhalb der Familie der Lippenblütler (Lamiaceae).

## Beschreibung

### Vegetative Merkmale
Der Ostasiatische Riesenysop ist eine aromatische, ausdauernde, krautige Pflanze, die Wuchshöhen von 80 bis 150 Zentimeter erreicht.
Die gegenständig am Stängel angeordneten Laubblätter sind in Blattstiel und Blattspreite gegliedert. Der Blattstiel ist 1 bis 5 Zentimeter lang. Der Grund der Blattspreite ist meist herzförmig und manchmal gerundet. Die Blattunterseite ist entweder kahl und Trichome sind nur an den Nerven vorhanden oder sie ist mit aufrecht abstehenden oder gekrümmten, nicht eng anliegenden, hell- oder dunkelgrünen, jedoch nie weißen Haaren bedeckt.

### Generative Merkmale
Die Tragblätter sind lanzettlich.
Die Blütezeit reicht von Juni bis September.
Die Chromosomenzahl beträgt 2n = 18.

## Inhaltsstoffe
In voller Sonne wird wesentlich mehr ätherisches Öl produziert.

## Vorkommen
Sein Verbreitungsgebiet reicht von Russlands Fernem Osten bis China, Japan, Korea und Taiwan. In weiteren Ländern Asiens ist sie ein Neophyt. Der Ostasiatische Riesenysop gedeiht in Ostasien in Flusstälern vor.

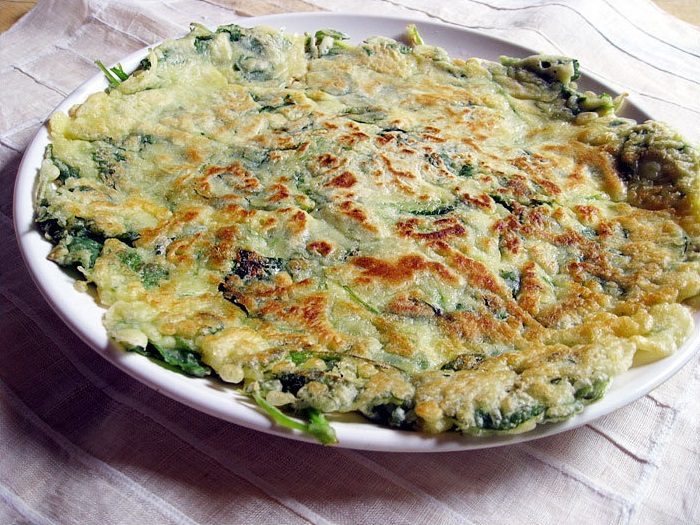
Koreanischer Pfannkuchen mit Koreaminze

## Verwendung
Der Ostasiatische Riesenysop wird zerstreut als Zierpflanze für Staudenbeete, Rabatten und als Schnittblume genutzt. 
Der Ostasiatische Riesenysop gedeiht am besten an sonnigen Standorten mit feuchten, durchlässigen Böden ohne Staunässe. Er kann vegetativ vermehrt werden. Es gibt Sorten.
In Ostasien und Nordamerika wird der Ostasiatische Riesenysop als Heil-, Gewürz- und Duftpflanze verwendet. Sie ist in Südkorea ein verbreitetes Küchenkraut. Sie wird Speisen gegen Ende der Zubereitung zugegeben oder als Hauptzutat in Buchimge verbacken. Sie ist eine der 50 unverzichtbaren Pflanzen der Traditionellen chinesischen Medizin.